# Autobusy v jednom kole
Autobusy v jednom kole (v anglickém originále Busy Buses) je britský animovaný televizní seriál pro děti. Seriál vypráví o dobrodružstvích roztomilé rodinky autobusů, jejíž členové žijí v malém městečku Chumley. Autobusy si spolu povídají, hádají se, vtipkují a navzájem se škádlí. Vyrážejí na své trasy a jako dobří kamarádi si pomáhají ze všech možných problémů. Autobusové garáže, ve kterých bydlí, jsou také domovem pana Spektora, autobusového inspektora. Autobusy jsou jeho pýchou a radostí a on je miluje jako svoji vlastní rodinu. Seriál má 2 řady a 39 dílů, které byly odvysílány mezi roky 2002 až 2005. Každý díl má délku kolem 5 minut.

## Postavy
- Sammy – žlutý školní autobus je nejmladší autobus, který je zlobivý a někdy se může dostat do potíží. Je přítelem Tommyho.
- Colin – zelený venkovský autobus, který miluje znečištění a nenávidí koupání. Drží v ústech pšenici.
- Susan – růžový nákupní autobus, který je plachý a mazaný.
- Roger – bílomodrý letištní autobus. Roger je druhý nejstarší.
- Harry – červený prázdninový autobus, který je velmi laskavý a má strach ze tmy. Je to dobrý přítel Sammyho.
- Stephanie – bíložlutý nádražní autobus. Je občas velmi panovačná a trochu hloupá, jako když měla vézt královnu v 1. Sérii
- Penny – modrožlutý autobus.
- Arnold – červený dvoupatrový autobus. Je nejstarší z autobusů. Zapomíná cestu kterou jel a často se ztrácí.
- Pan Spektor – generální ředitel a inspektor autobusů s jeho vlastní autobusovou garáží se sídlem v Chumley.
- Rick – oranžový závodní autobus. Jede opravdu rychle.
- Frank – stříbrný americký turistický autobus. Má kovbojský přízvuk.
- Prudence – bílý a fialový soukromý autobus. Je hezčí než Stephanie.
- Archie – Arnoldův mladší bratr z Londýna, který je malovaný béžovou a červenou barvou. (Pouze v jednom díle v první sérii)
- Tommy – modrý školní autobus, který je kamarádem se Sammym. Objevil se pouze ve 2. řadě.

## Epizody
| 1. Jak Sammy potkal strašidlo 2. Jak Stephanie vezla královnu 3. Jak se Harry bál 4. Jak se musel Colin umýt 5. Jak Sammy málem odletěl 6. Jak se Arnold ztratil 7. Jak Stephanie celý den kodrcala 8. Jak prožil Samm první den školy 9. Jak se Stephanie sprchovala 10. Jak Susan utekla 11. Jak byl Arnold v úzkých 12. Jak vezl Arnold zvláštního cestujícího 13. Jak jezdil Sammy ve sněhu 14. Jak to Rogerovi klouzalo 15. Jak se Susan styděla 16. Jak přijel Arnoldův bratr Archie 17. Jak Sammy musel málem veslovat 18. Jak se Roger setkal s kamarády 19. Jak Arnold dostal nový lak 20. Jak Frank přijel na návštěvu 21. Jak Stephanie celý den šéfovala 22. Jak Sammy vyhrál závod 23. Jak byl Arnold nemocný 24. Jak to vlastně bylo s květinami pana Spectora 25. Jak měl Sammy celý den smůlu 26. Jak se stal Sammy akrobatem | 1. Sammyho noční dobrodružství 2. Sammy našel kamaráda 3. Fotbalový zápas 4. Špatný benzín 5. Kaskadér Sammy 6. Den na statku 7. Sammy a kamarádi skauti 8. Jak Stephanie ztratila nervy 9. Blátivý den 10. Jak Sammy povyrostl 11. Jednooký Roger 12. Rychlík Rick 13. Velká přehlídka |